# Дюрдьошик
Дю́рдьошик, Дюрдьошік (словац. Ďurďošík) — село в окрузі Кошиці-околиця Кошицького краю Словаччини. Площа села 4,59 км². Станом на 31 грудня 2016 року у селі проживало 537 жителів.

## Історія
Перші згадки про село датуються 1330 роком.

## Географія
Протікає річка Трстянка.

## Населення
| Рік:            | 1994. | 2004.    | 2014.    | 2024.    |
| --------------- | ----- | -------- | -------- | -------- |
| Кількість осіб: | 314   | 350      | 443      | 832      |
| Різниця:        |       | +11,46 % | +26,57 % | +87,81 % |

| Рік:            | 2023. | 2024. |
| --------------- | ----- | ----- |
| Кількість осіб: | 800   | 832   |
| Різниця:        |       | +4 %  |